# Sh2-274
Sh2-274は、ふたご座の中でこいぬ座との境付近にある大きな惑星状星雲である。エイベル21としても知られる。1955年にカリフォルニア大学ロサンゼルス校のジョージ・エイベルが発見し、古い惑星状星雲として分類した。ガスでできた編まれた蛇のようなフィラメントが、ギリシア神話のメドゥーサの頭を連想させることから、メドゥーサ星雲と呼ばれる事もある。
1970年代初頭まで、この天体は超新星残骸であると考えられていた。拡大速度と放出電波の熱特性を計算し、1971年にソビエト連邦の天文学者は、この天体は惑星状星雲である可能性が最も高いと結論づけた。
この星雲は非常に大きいため、表面光度はとても低く、+15.99から+25の間と報告されている。